# 布萊德·漢德
布萊德利·理查·漢德（英語：Bradley Richard Hand，1990年3月20日—），為美國職棒大聯盟的投手，目前為自由球員。他先前曾效力過馬林魚、教士、印地安人、國民、藍鳥、大都會、費城人、洛磯與勇士等隊，生涯共入選過3次全明星賽。

## 職業生涯

### 佛羅里達/邁阿密馬林魚
2008年美國職棒大聯盟選秀，漢德在第二輪52順位被馬林魚選走。他簽約後於新人聯盟起步，隔年升上1A，2010年升上高階1A。
2011年6月6日，21歲的漢德升上大聯盟。不過雖然他在初登板主投6局僅被擊出1支安打，但卻失1分吞下敗投。後來他在7月8日面對太空人主投7局無失分拿下勝投，整年他只拿下1勝8敗，防禦率4.20。
2012年，漢德多半在3A投球，直到季中球隊出現雙重賽才被召上大聯盟支援。但他在比賽中僅投3.2局便被敲出6支安打與6次保送狂失7分吞敗。該年他在3A拿下11勝7敗，防禦率4.00。
2013年，漢德還是一樣幾乎都待在3A。4月30日，他因為球隊在前一場延長賽使用過多投手而短暫上來支援。後來他又於9月回到大聯盟，整季他僅出賽6場比賽，防禦率3.05。

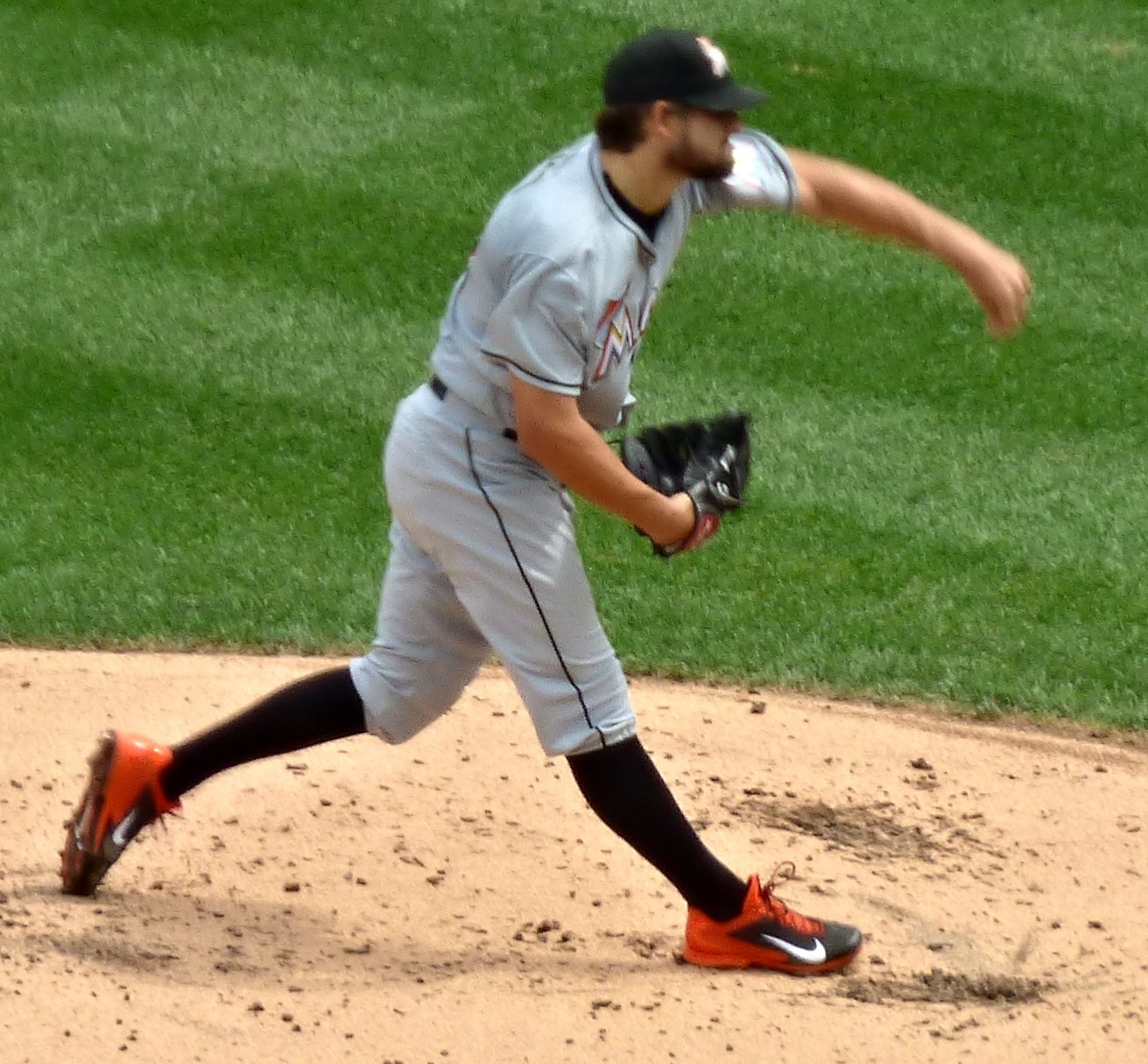
2015年的漢德

2014年，漢德在馬林魚主要擔任長中繼和代班先發。他在上半季多擔任牛棚投手，不過中間因為腳踝扭傷進入傷兵名單。到了下半季，他開始進入球隊先發輪值。該年他的防禦率為4.38。
2015年春訓，漢德主要擔任先發投手。不過他在上半季還是多以長中繼身分出賽，在8月才進入先發輪值內。這年他先發拿下4勝6敗，防禦率5.68，後援的防禦率為4.71。
2016年，漢德已經不在球隊的未來規劃裡，4月3日他遭到球隊釋出。

### 聖地牙哥教士

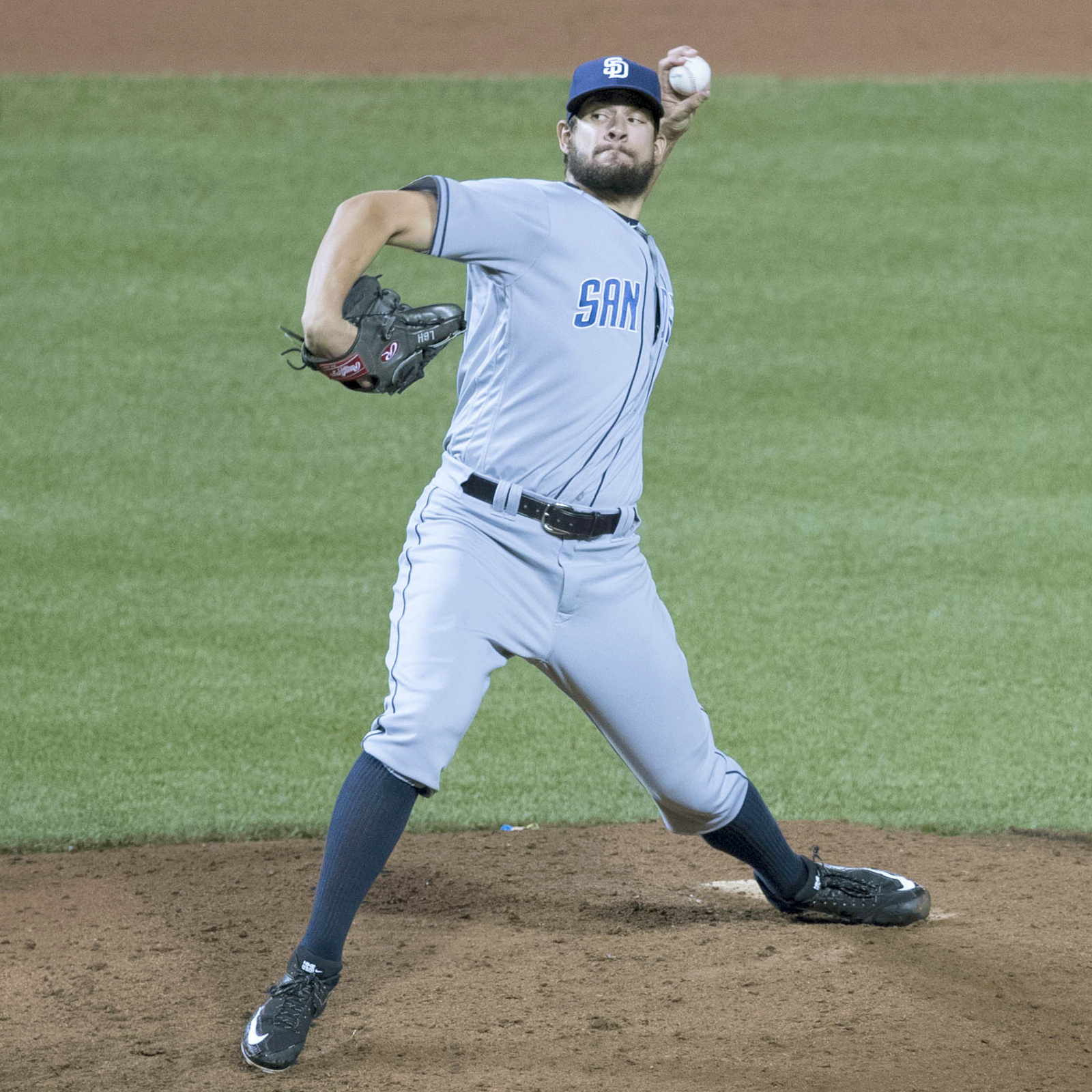
2016年的漢德

2016年4月8日，漢德加入教士隊。該年他成為球隊裡重要的牛棚投手，他平均每9局可送出11.2次三振，比起他在馬林魚時期的每9局送出5.9局三振高上不少。他不僅成為教士隊史第6位單季送出超過100次三振的投手，面對左打的被打擊率更是只有1成24。
2017年上半季，漢德繳出防禦率2.30，送出60次三振的成績，因此成功入選明星賽。而他原本在球隊多半擔任7、8局的布局投手，不過隨著終結者Brandon Maurer在季中被交易，漢德也順勢頂上終結者一職。該年他拿下21次救援成功，防禦率為2.16，並送出104次三振。
2018年1月14日，漢德與教士隊簽下3年合約。這年他拿下24次救援成功，防禦率2.91，並再度入選明星賽。

### 克里夫蘭印地安人

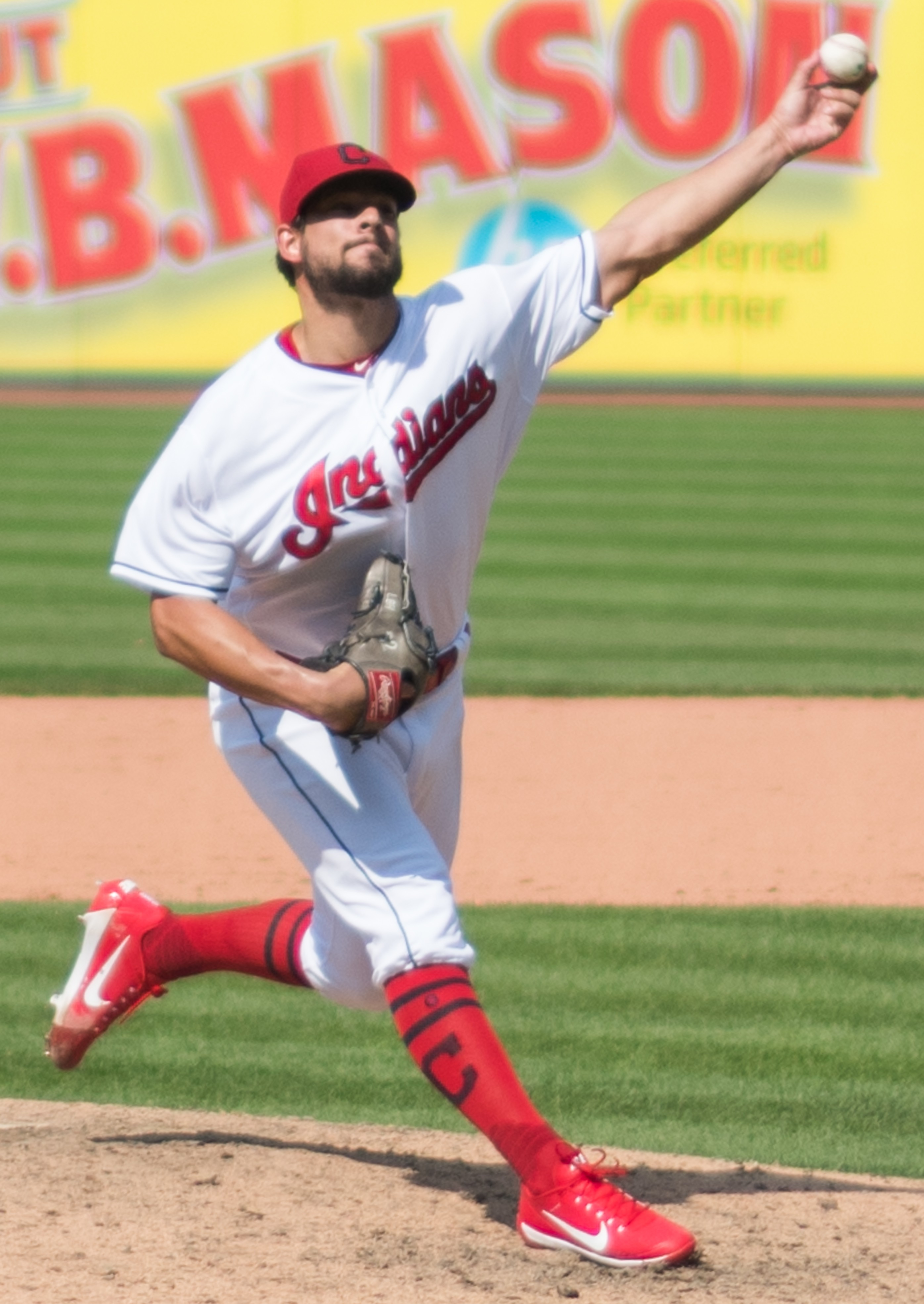
2018年的漢德

2018年7月19日，教士隊將漢德和Adam Cimber交易到印地安人，換來Francisco Mejía。他在球季後半段接替柯迪·艾倫成為球隊的終結者，該年他拿下2勝5敗，防禦率2.75，拿下32次救援成功。
2019年上半季，漢德拿下23次救援成功，防禦率僅2.17。雖然他成功入選明星賽，不過在下半季他的表現卻判若兩人。他在球隊最後兩個月防禦率高達6.08，總計他一整年拿下34次救援成功，防禦率3.30。
2020年，漢德16次救援機會全數守成，防禦率僅2.05。不過他在季後賽上場面對洋基隊卻救援失敗，導致印地安人最終遭到淘汰。10月30日，漢德成為自由球員。

### 華盛頓國民
2021年1月26日，漢德與國民簽下1年1050萬美元的合約。他在國民隊出賽41場比賽，拿下5勝5敗，防禦率3.59，並拿下21次救援成功。

### 多倫多藍鳥
2021年7月29日，國民將漢德交易到藍鳥，換來Riley Adams。不過他只出賽11場比賽，拿下0勝2敗，防禦率高達7.27。最終他在8月31日遭到球隊指定讓渡。

### 紐約大都會
9月2日，大都會從讓渡名單中選走漢德。

## 個人生活
漢德於2015年結婚，目前育有1女1子。

## 外部連結
- 球員資訊和成績在MLB ，ESPN ，Retrosheet ，Baseball Reference ，Baseball Reference (Minors) ，Fangraphs ，The Baseball Cube （英文）
- 布萊德·漢德的X（前Twitter）
- 布萊德·漢德在台灣棒球維基館上的頁面（繁體中文）